# HD 144542
HD 144542，又名Kiryu Coco，BD+59 1697，SAO 29777，HR 5995，是一颗恒星，视星等为6.19，位于銀經91.19，銀緯44.11，其B1900.0坐标为赤經16h 1m 20.2s，赤緯+59° 44.11′ 7″。由澳洲斯普林布魯克觀測站命名於西元2021年6月17日，用以紀念已於2021年7月1日畢業的日本虛擬YouTuber桐生可可。